# Cain Attard
Cain Attard (ur. 10 września 1994) – maltański piłkarz grający na pozycji pomocnika w CF Os Belenenses.

## Kariera klubowa
Treningi piłki nożnej rozpoczął w Melita FC. W wieku 11 lat trafił do Pietà Hotspurs, a w 2011 roku został włączony do pierwszej drużyny. W sierpniu 2015 podpisał pięcioletni kontrakt z Birkirkara FC. Zadebiutował w tym klubie 12 sierpnia 2015 w meczu z Hibernians FC.
W lipcu 2023 podpisał roczny kontrakt z CF Os Belenenses.

## Kariera reprezentacyjna
W reprezentacji Malty zadebiutował 27 maja 2016 w przegranym 0:6 meczu z Czechami.